# Indisch Lamm

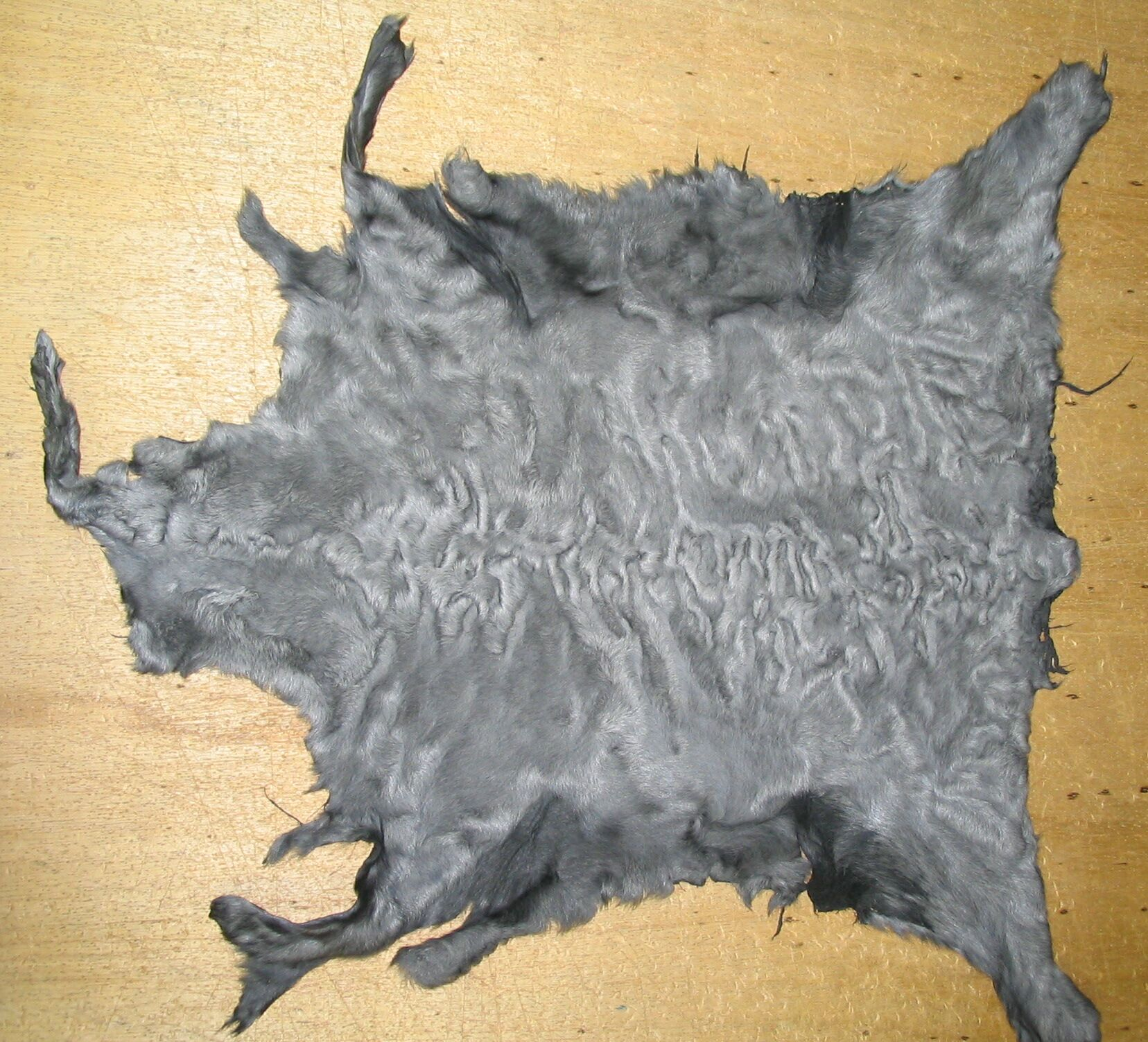
Indisch Lammfell

Als Indisch Lamm werden in der Pelzbranche die Felle junger Lämmer einer Fettsteiß-Schafart aus dem früheren nordwestlichen Indien bezeichnet, seit der Gründung der Republik Pakistan umfasst das im Branchenjargon weiterhin auch die Felle aus dem Norden Pakistans. Im Rauchwarengroßhandel sind inzwischen ausschließlich die differenzierenden Benennungen Indische (Delhi-) Lamm und Pakistanische (Multan-) Lammfelle gebräuchlich.
Indisch Lammfelle wurden anfangs zu Besätzen verarbeitet, dann, einschließlich der flachhaarigeren Indisch Breitschwanzfelle, vor allem zu Jacken, Mänteln, Capes und Stolen.

## Geschichte
Über das Pelzhandelszentrum Leipzig kamen die ersten Indischen und Pakistanischen Lammfelle erst seit Mitte der 1920er Jahre in den Handel, anfangs noch als Himalaja-Felle, später fachsprachlich einfach „Inder“ genannt. Es war der Leipziger Rauchwarenhändler Leopold Hermsdorf aus der Firma Arthur Hermsdorf, der die vorher nur von den Handschuhfabriken genutzten Felle in die Pelzbranche einführte und „damit eine neue Industrie gründete“. Den Pelzveredlungsbetrieben um das Rauchwarenhandelszentrum des Leipziger Brühls gelang es, das Fell so zu färben, dass es zu einem „Welterfolg“ wurde „und die Augen aller pelzverarbeitenden Länder wieder auf die Farbkunst der Leipziger Betriebe“ lenkte „und ihnen die riesigen Quantitäten zum Färben“ einbrachten.
Diese Lammfellsorten sind im Tragen recht strapazierfähig. Der Haltbarkeitskoeffizient für Indisch Lamm wurde anhand allgemeiner Erfahrung auf 40 bis 50 Prozent der strapazierfähigsten Fellart geschätzt. Anfangs nur als Besatzfell genutzt, wurde Indisch Lamm, insbesondere durch die vielfältigen Einfärbemöglichkeiten, zu einem beliebten Mantel- und Jackenmaterial. Galt das Fell zuerst nur als preiswerter Ersatz für Persianer, wurde es bald ein eigenständiger Artikel der Pelzmode. Die weißen Felle werden auf alle modischen Farben gefärbt, ohne dass ein das Haar schädigendes Bleichverfahren vorgeschaltet werden muss.
Historische Handelsplätze der hauptsächlich in Multan und Delhi gesammelten Indisch Lammfelle waren Leipzig, Hamburg, Frankfurt am Main (siehe dazu Pelzhandelszentrum Niddastraße) und Garlick Hill in London.
Aufgrund der zurückgegangenen Nachfrage werden die meisten Lämmer inzwischen für die Fleischaufzucht verwendet. Es wurde vermerkt, dass sich die Ausfallquote, der sogenannte Schuss (= Ausschuss), zwischen 1984 und 1988 von ursprünglich 4 bis 8 Prozent auf 40 bis 45 Prozent erhöht hatte.

## Fell, Handel

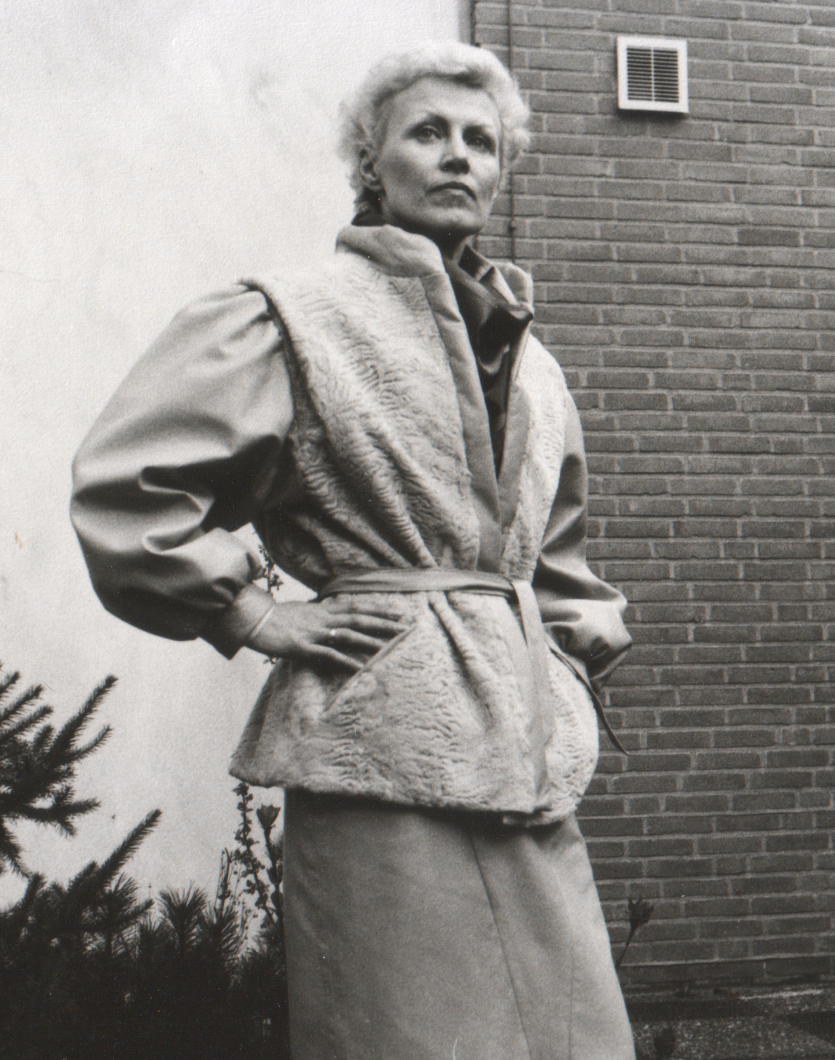
Indisch-Lamm-Jacke, beige gefärbt, Lederärmel (Gütersloh, 1984)

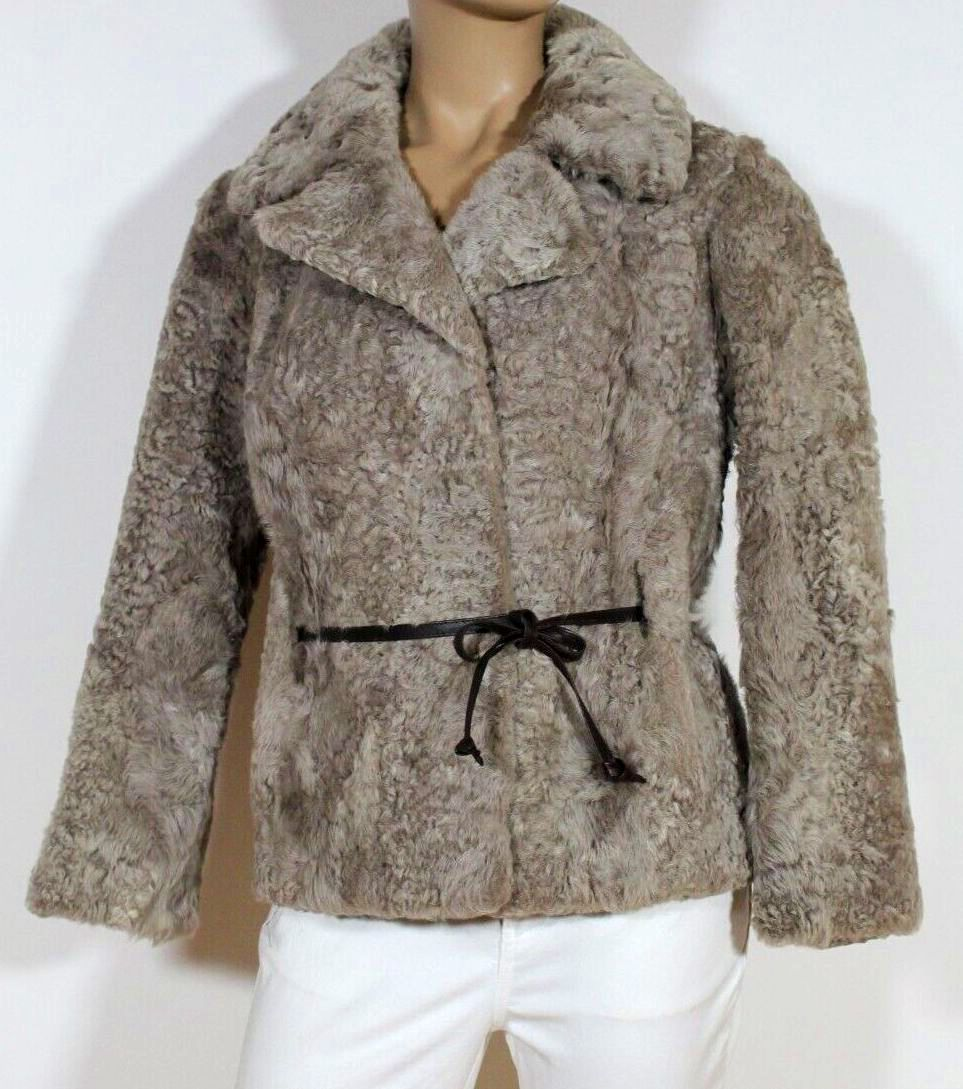
Beige Indische Lammjäckchen
(um 2000)

Die Felle sind kleiner als Persianerfelle, so groß wie Schirasfelle und größer als Syrische oder Shantafoo-Lammfelle. Das persianerähnliche Fell ist moiriert oder rundlockig, teils wellig (geflammt). Gute Felle sind seidig glänzend, andere manchmal auch drahtig (strohig).
Die Geschlossenheit der Locke erreicht zwar nicht die des Karakuls, hat aber ihre eigene Qualität. Hervorzuheben ist das geringe Gewicht, selbst die gröberen, schwereren Sorten sind in der Regel leichter als Persianer. Die Felle stammen von ein bis drei Tage alten Lämmern, die Felle ausgewachsener Tiere sind wegen der bereits aufgelösten Locke nicht für Pelzzwecke geeignet. Die Behaarung (Wolle) ist dann etwa 8 bis 20 Zentimeter lang.
Naturfarbene Felle sind überwiegend weiß, die Köpfe, häufig bis zum Nacken, schwarz oder braun. Reicht die Farbe weiter in das Fell hinein, werden sie als „Deepheads“ (tiefe Köpfe) bezeichnet. Etwa 5 Prozent der Felle sind scheckig (spotted). Für die Pelzverarbeitung kamen praktisch nur die weißhaarigen Felle in Betracht. Die naturschwarzen Felle sind gewöhnlich harthaarig und deshalb weniger beliebt. In den 1960er Jahren hatte man in der Rauchwarenveredlung jedoch damit begonnen, auch für diese Färbung geeignete Wege zur Nutzbarmachung als Pelzartikel zu erforschen.
Während die indischen und pakistanischen Lammfellsorten, anfangs in Grauweiß-Färbungen, trotz ihrer guten Trageeigenschaften nur als ein preiswerter Persianerersatz angesehen wurden, waren sie später ein eigenständiger Handelsartikel. Durch die Ausgangsfarbe Weiß eignen sie sich ohne Bleichen zum Färben auf alle Modefarben. Braunfärbungen machten dem Veredler bis in die 1950er Jahre erhebliche Schwierigkeiten, der Ausfall war wegen der unterschiedlichen Farbaufnahmefähigkeit der Felle so ungleich, dass sich kaum Kürschnersortimente erstellen ließen. Beliebt waren später auch zweifarbig eingefärbte Felle mit Farbbezeichnungen wie sarok (braun mit dunklem Grotzen) oder sourire (mit heller Fellmitte, beide von der Veredlungsfirma Marco in Fürth). Auch neigen die Felle leicht zur Haarlässigkeit. Durch geeignete Maßnahmen bei der Veredlung lässt sich jedoch der Sitz des Haares festigen.

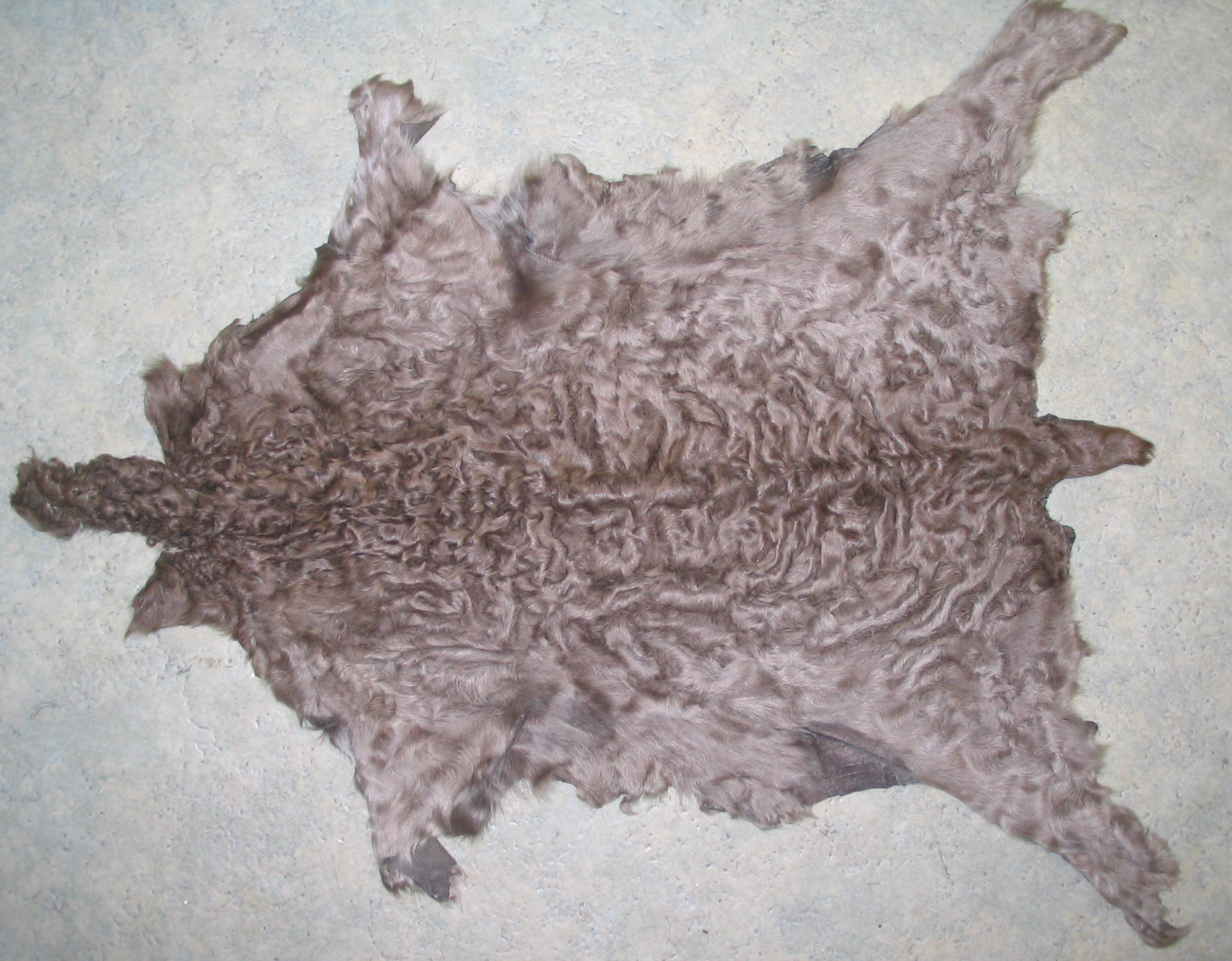
Sarok (dunkle Fellmitte)
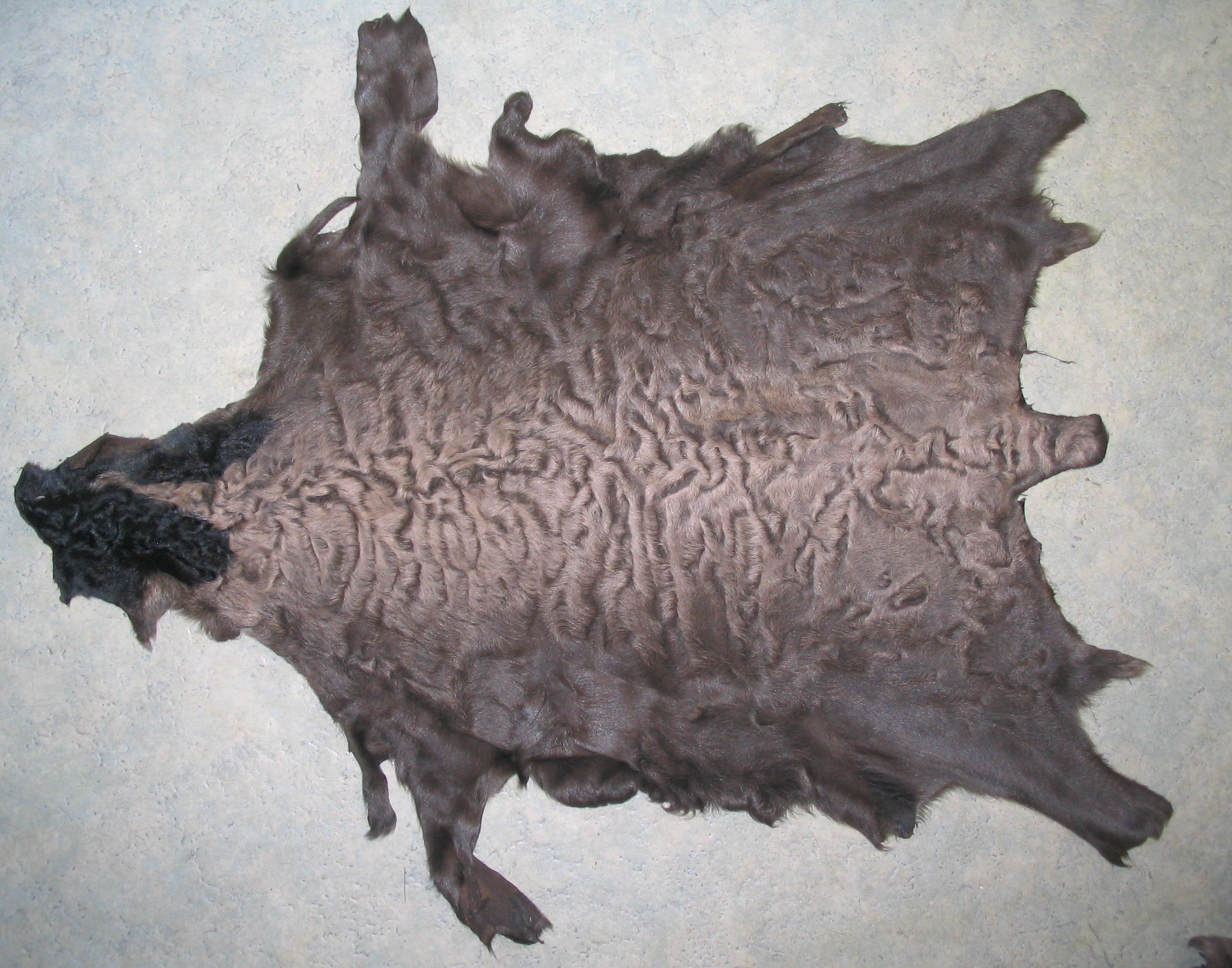
Sourire (helle Fellmitte)

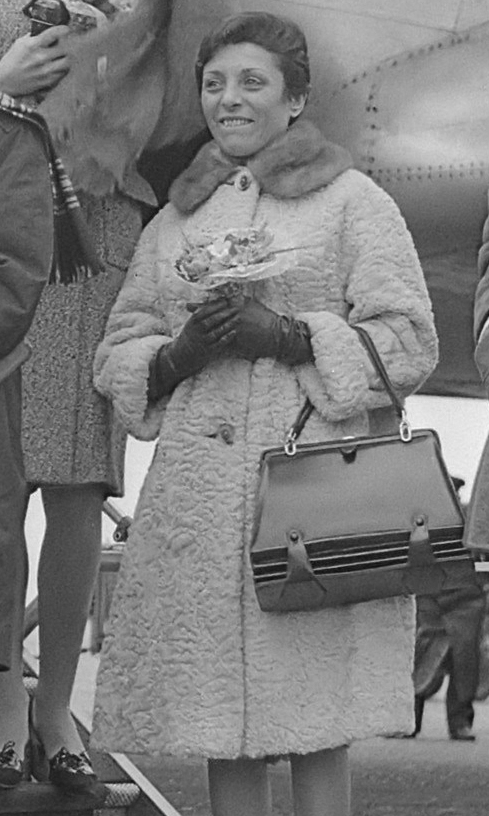
Ensemblemitglied der Swingle Singers im Indisch-Lamm-Mantel mit Nerzkragen (1964)

Als die edelsten Vertreter der Indisch Lammfelle galten die flachen Indisch Breitschwänze (Indisch Moirés). Sie wurden meist in hellere Farbtöne, wie Noisette, Beige, Violett oder Platin eingefärbt, aber auch weiß gebleicht.
Indische und pakistanische Lammfelle werden luftgetrocknet und ausgespannt, in Ballen verpackt angeliefert. Während sich um 1988 in einem pakistanischen Ballen 400 bis 500 Felle befanden, waren es in einem indischen Ballen nur 50 bis 160 Stück. Die geringe Stückzahl bei den Indischen Lammfellen erklärt sich daher, dass in Indien der sogenannte Kleinexport staatlich subventioniert wurde. Der Verkauf erfolgt nicht über Auktionen, sondern ausschließlich freihändig.
Die besten Qualitäten des Multan-Typs kommen aus dem Hochland von Gujranwala, die geringsten aus der Thar, der Großen Indischen Wüste.
Sortimente:
- Galjak (= nacktes Fell)

Felle frühgeborener oder noch nicht vollentwickelter, totgeborener Lämmer. Klein; so gut wie keine oder extrem flache Behaarung (aalglatt, selbst mit dem Finger nicht aufkratzbar).
- Moirés

Kurzes, noch flaches Haar. Intensiver gemustert als Galjaks, auch raucher, meist glanzreich. Bereits erste Pfauenaugen-, Öl- oder Wassertropfenzeichnung.
- Navalghar (Novalghar)

Navalghar kommen nur aus Indien, die im Einzelhandel übliche Bezeichnung ist Indisch Breitschwanz. Im Rohsortiment sind vom Galjak über Moiré alle flachen Sorten enthalten. Der eigentliche Navalghar hat die sogenannte Christbaumzeichnung, die laut Franke/Kroll „dem Fell noch im nassen Rohzustand mit einem stumpfen Messer gegeben wird und die sich bis zum veredelten Fell erhält“.
- Nazuktcha (= das Ausgesuchte)

Der Lockendurchmesser der Nazuktcha beträgt 4–12 mm, die Lockenbündel sind meist röhrenförmig und haben eine mäßige Lockenhöhe. Das Haar ist sehr seidig, glänzend und teilweise fedrig. Die Kopfbehaarung um die im Fell nicht abgeschnittenen, langen Ohren herum reicht bis zu einem Drittel niggerlockig in das Haarkleid hinein.
- Guldar (das Blumenmuster)

Die kräftigen Locken sind mittellockigen Persianern ähnlich. Die Rohsortimente sind sehr uneinheitlich.
- Broadspread

Broadspreads ist der hauptsächlich anfallende Rohwarentyp. Die Zeichnung ist, wie beim Breitschwanzpersianer, breitgezogen.
- Small Curl (kleine Locke)

Der horizontale Durchmesser der Locken beträgt 2–5 mm; das Haar ist grob und drahtig.
- Nigger Curl (Negerlocke)

Die Felle haben eine noch kleinere Locke als die Small Curls. Das grobe Haar ist glanzlos und stumpf. Die Felle fielen nur in geringer Menge an, teils waren sie ganz wertlos, meist wurden sie in den Ursprungsländern verbraucht. Soweit sie in den Handel kamen, waren die Bezeichnungen Lowgrades oder Rejects.
- Wollige; ziegenartige; Heavies

Die Locke steht bereits hoch, sie ist grob und dick; das Fell ist schwer.
Vorkommen:
- Multan (Pakistan)

Der Hauptsammel- und Handelsplatz für Multans ist Pakistan. Die roh angelieferten Felle werden hier erst gewaschen, luftgetrocknet und sortiert. Die Felle sind größer als die aus Indien; das Seitenhaar ist öfter strähnig. Sie werden mit den Köpfen angeliefert, die Nazutchka auch mit Ohren und mit Beinteilen fast bis an die Hufe.
- Delhi (Indien)

Der Haupthandelsplatz ist Indien, der Hauptmarkt in Delhi „im Zentrum des Handels (‚Sadar Bazar‘)“. Die Rohfelle sind in der Körperfläche etwas kleiner als pakistanische. Außerdem sind die stummelartigen Schwänze meist etwas länger und die Köpfe etwas breiter. Die Anlieferung der meist luftgetrockneten Felle erfolgt mit Köpfen und ohne den unteren Teil der Beine.
- Bombay (Indien)

Der Anfall beträgt etwa 90 Prozent schwarze und 10 Prozent naturbraune Felle, häufig mit einer schwarzen Fellmitte, oder aber naturcremefarbig. Ungefähr ein Zehntel der Felle ist breitschwanzartig, der Rest, der meist im Land selbst verwendet wird, ist groblockig und harthaarig.
1978 zählten Exportschätzungen 600.000 Felle (davon 80.000 Navalghar)
1980 noch 450.000–500.000 (davon 30.000–35.000 Navalghar)
1987 nur noch 40.000–50.000 (davon 15.000–18.000 Navalghar).

## Verarbeitung
Indisch Lammfelle werden zumeist ganzfellig verwendet, das heißt, die Felle werden unzerteilt neben- und übereinander genäht. Bei unifarbigen Fellen, wenn die Fellmitte, der Grotzen, an die Seiten passt, können sie wie bei Persianer auch halbfellig verarbeitet werden. Auch werden für die Seitenverbindungen und die Aufsätze ähnliche, eher kleinere Zacken und Wellenschablonen wie beim Persianer verwendet. Einen Mantel aus diesem Material zu arbeiten, erfordert oft mehr Zeit und fachliches Können als für einen Persianermantel.
An der aufgestellten Sortierplatte entscheidet der Verarbeiter, ob die Felle mit dem Kopf nach oben gearbeitet besser zur Wirkung kommen, oder gestürzt, mit dem Kopf nach unten. Bei etwa achtzig Prozent der Felle erweist sich die gestürzte Verarbeitung als besser. Mehr noch als beim Persianer müssen die Längsverbindungen der Fellstreifen durch Ausstückeln ergänzt werden. Es wird auch die halbfellige Verarbeitung empfohlen, allerdings mit dem einschränkenden Hinweis, dass dies vielfach ein fester und ausgeprägter Grotzen nicht erlaubt. Auch ist es von Verarbeitungs- und Modetrends abhängig, ob eine mehr flächig wirkende, aufwändigere Arbeit (halbfellig) bevorzugt wird, oder ob Fell für Fell im fertigen Pelz sichtbar sein soll.
Die Verarbeitung der Indisch Breitschwanzfelle entspricht dem der Persianer-Breitschwanzfelle, insbesondere Anbrachnähte müssen in der Regel mit der Hand genäht werden, häufig auch die Aufsatznähte.
Im Jahr 1965 wurde der Fellverbrauch für eine für einen Indisch-Lamm-Mantel ausreichende Felltafel mit 30 bis 40 Fellen angegeben (sogenanntes Mantel-„Body“). Zugrunde gelegt wurde eine Tafel mit einer Länge von 112 Zentimetern und einer durchschnittlichen Breite von 150 Zentimetern und einem zusätzlichen Ärmelteil. Das entspricht etwa einem Fellmaterial für einen leicht ausgestellten Mantel der Konfektionsgröße 46 des Jahres 2014. Die Höchst- und Mindest-Fellzahlen können sich durch die unterschiedlichen Größen der Geschlechter der Tiere, die Altersstufen sowie deren Herkunft ergeben. Je nach Pelzart wirken sich die drei Faktoren unterschiedlich stark aus. Insbesondere Indisch Breitschwanzfelle wurden bei entsprechender Nachfrage auch als Mantel- oder Jackenbody angeboten, meist komplett mit der Hand genäht, hauptsächlich in Israel gefertigt.

Indisch Breitschwanz
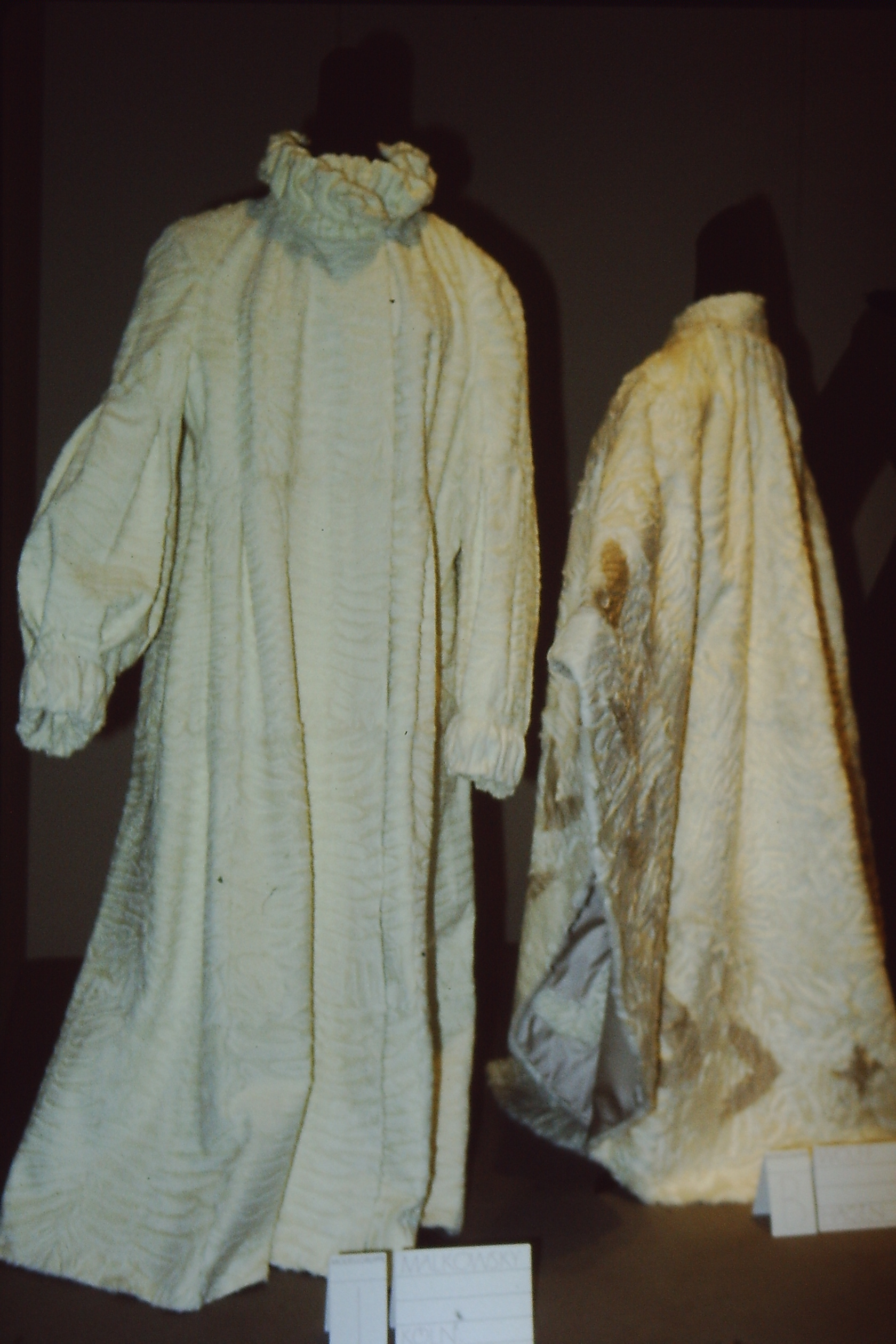
Leistungsschau des Kürschnerhandwerks 1982
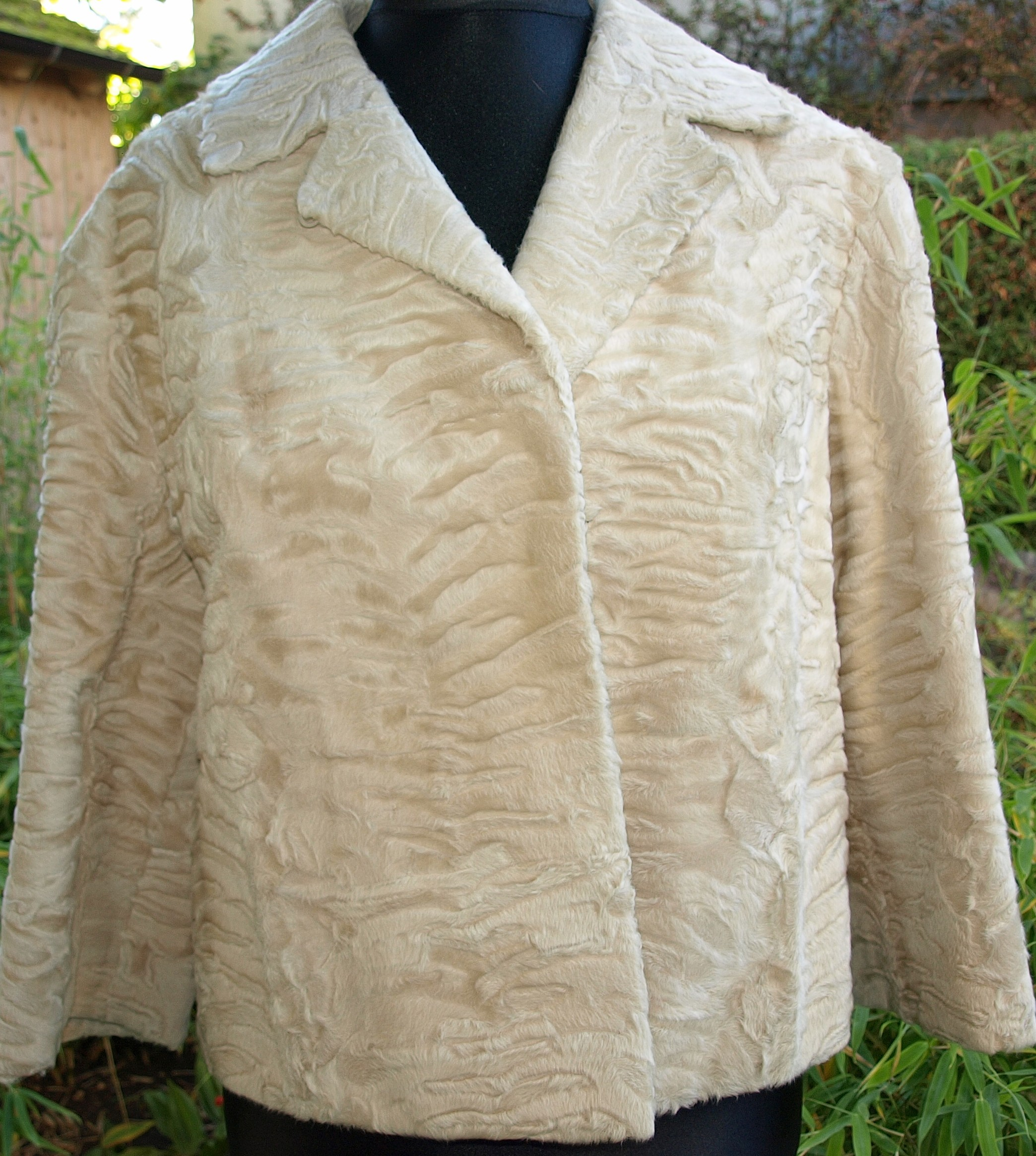
Jacke, gefärbt, vor 1990
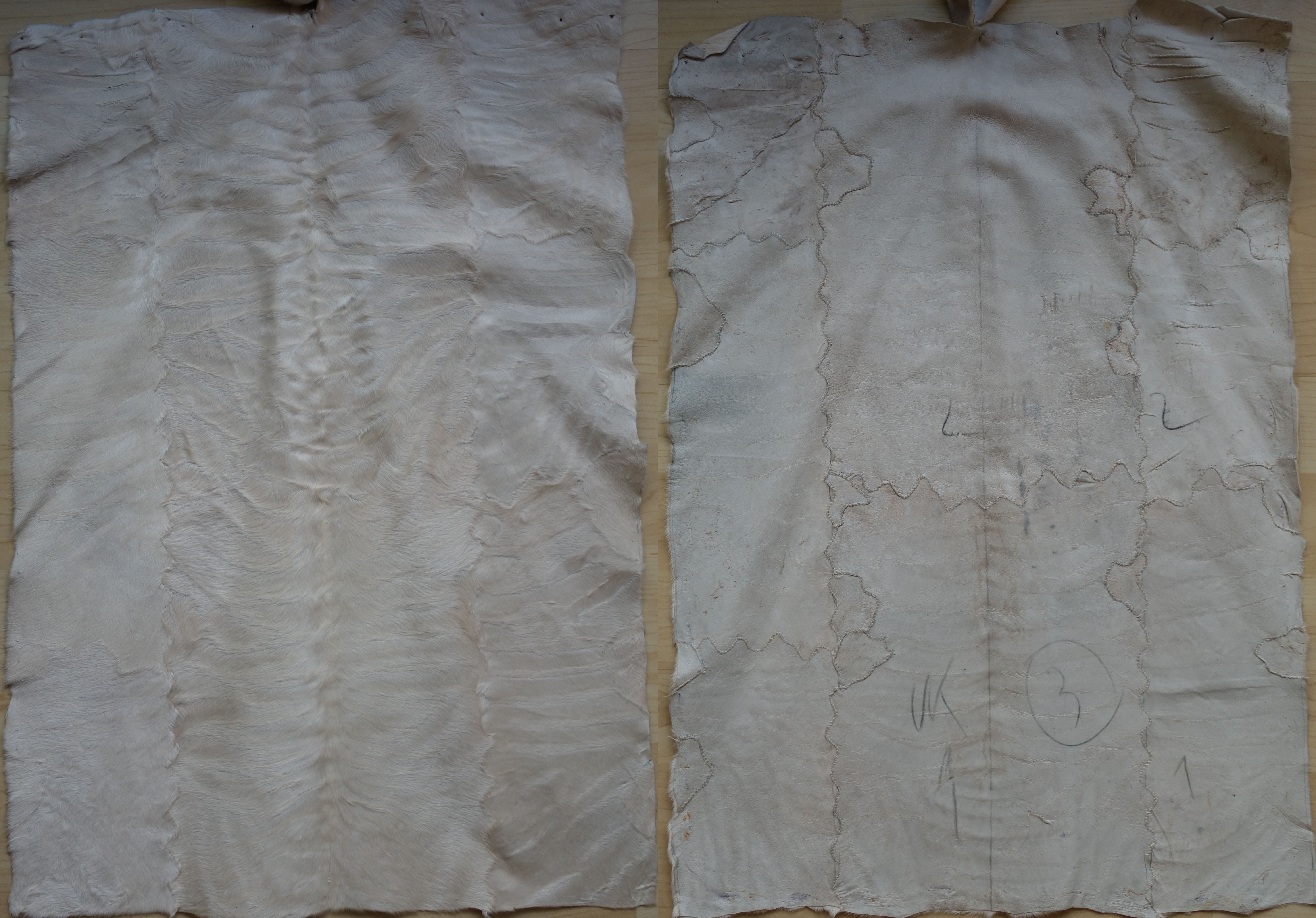
Handgenähtes Ärmelteil, rechts die Lederseite
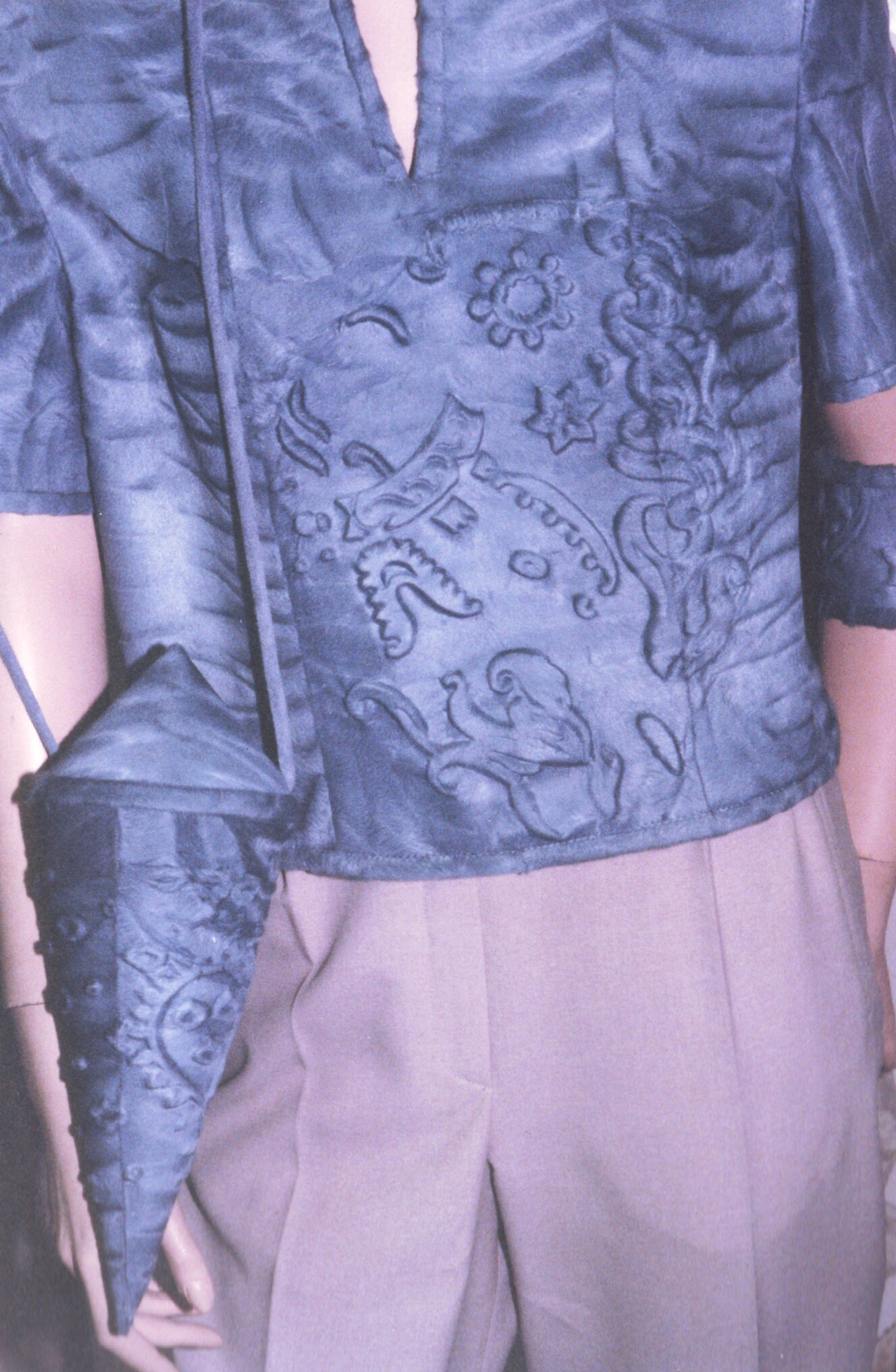
Top und -Tasche, gefärbt, Reliefarbeit (Düsseldorf, 1999)